# Hypoestes
Genre
Hypoestes est un genre de plantes à fleurs de la famille des Acanthaceae. Ce sont des plantes herbacées ou des arbustes originaires des régions tropicales et sub-tropicales autour de l'Océan Indien.

## Étymologie
Hypoestes vient du préfixe grec υπο / hypo, dessous, et de εστια / estia, maison, en référence à la manière dont les fleurs sont cachées sous les bractées.

## Liste d'espèces
Selon Catalogue of Life (7 janvier 2018) :
- Hypoestes acuminata Baker
- Hypoestes aldabrensis Baker
- Hypoestes andamanensis Thoth.
- Hypoestes angusta Benoist
- Hypoestes angustilabiata Benoist
- Hypoestes anisophylla Nees
- Hypoestes arachnopus Benoist
- Hypoestes aristata (Vahl) Soland. ex Roem. & Schult.
- Hypoestes axillaris Benoist
- Hypoestes bakeri Vatke
- Hypoestes betsiliensis S. Moore
- Hypoestes bojeriana Nees
- Hypoestes bosseri Benoist
- Hypoestes brachiata Baker
- Hypoestes calycina Benoist
- Hypoestes cancellata Nees
- Hypoestes canescens Hedrén & Thulin
- Hypoestes capitata Boivin ex Benoist
- Hypoestes carnosula Chiov.
- Hypoestes catati Benoist
- Hypoestes caudata Benoist
- Hypoestes celebica Bremek.
- Hypoestes cernua Nees
- Hypoestes chloroclada Baker
- Hypoestes chlorotricha (Boj. ex Nees) Benoist
- Hypoestes cinerascens Benoist
- Hypoestes cinerea C. B. Cl.
- Hypoestes cochlearia Benoist
- Hypoestes comorensis Baker
- Hypoestes comosa Benoist
- Hypoestes complanata Benoist
- Hypoestes confertiflora Merrill
- Hypoestes congestiflora Baker
- Hypoestes corymbosa Baker
- Hypoestes cruenta Benoist
- Hypoestes cumingiana Benth. & Hook. fil.
- Hypoestes decaisneana Nees
- Hypoestes decaryana Benoist
- Hypoestes diclipteroides Nees
- Hypoestes discreta S. Moore
- Hypoestes egena Benoist
- Hypoestes elegans Nees
- Hypoestes elliotii S. Moore
- Hypoestes erythrostachya Benoist
- Hypoestes fascicularis Nees
- Hypoestes flavescens Benoist
- Hypoestes flavovirens Benoist
- Hypoestes flexibilis Nees
- Hypoestes floribunda R. Br.
- Hypoestes forskaolii (Vahl) Sol. ex Roem. & Schult.
- Hypoestes glandulifera S. Elliot
- Hypoestes gracilis Nees
- Hypoestes halconensis Merrill
- Hypoestes hastata Benoist
- Hypoestes hirsuta Nees
- Hypoestes humbertii Benoist
- Hypoestes humifusa Benoist
- Hypoestes incompta S. Elliot
- Hypoestes inconspicua Balf. fil.
- Hypoestes jasminoides Baker
- Hypoestes juanensis Benoist
- Hypoestes kjellbergii Bremek.
- Hypoestes kuntzei C. B. Cl. ex Ridl.
- Hypoestes laeta Benoist
- Hypoestes lanata Dalz.
- Hypoestes larsenii Bremek.
- Hypoestes lasioclada Nees
- Hypoestes lasiostegia Nees
- Hypoestes leptostegia S. Moore
- Hypoestes longilabiata S. Elliot.
- Hypoestes longispica Benoist
- Hypoestes longituba Benoist
- Hypoestes loniceroides Baker
- Hypoestes macilenta Benoist
- Hypoestes maculosa Nees
- Hypoestes malaccensis Wight
- Hypoestes mangokiensis Benoist
- Hypoestes merrillii Clarke ex Elm.
- Hypoestes microphylla Nees
- Hypoestes mindorensis Merrill
- Hypoestes mollior C. B. Cl. ex S. Moore
- Hypoestes mollissima (Vahl) Nees
- Hypoestes multispicata Benoist
- Hypoestes nummularifolia Baker
- Hypoestes obtusifolia Baker
- Hypoestes oppositiflora Benoist
- Hypoestes oxystegia Nees
- Hypoestes palawanensis C. B. Cl.
- Hypoestes parvula Benoist
- Hypoestes perrieri Benoist
- Hypoestes phyllostachya Baker
- Hypoestes poilanei Benoist
- Hypoestes poissonii Benoist
- Hypoestes polythyrsa Miq.
- Hypoestes populifolia Miq.
- Hypoestes potamophila Heine
- Hypoestes psilochlamys Bremek.
- Hypoestes pubescens Balf. fil.
- Hypoestes pubiflora T. Anders. ex Baron
- Hypoestes pulchra Nees
- Hypoestes purpurea (L.) R. Br.
- Hypoestes radicans Defl.
- Hypoestes richardii Nees
- Hypoestes rodriguesiana Balf. fil.
- Hypoestes rosea P. Beauv.
- Hypoestes saboureaui Benoist
- Hypoestes salajeriana Bremek.
- Hypoestes salensis Benoist
- Hypoestes saxicola Nees
- Hypoestes scoparia Benoist
- Hypoestes serpens R. Br.
- Hypoestes sessilifolia Baker
- Hypoestes setigera Benoist
- Hypoestes sparsiflora R.M. Barker
- Hypoestes spicata Nees
- Hypoestes stachyoides Baker
- Hypoestes stenoptera Benoist
- Hypoestes strobilifera S. Moore
- Hypoestes subcapitata C. B. Cl.
- Hypoestes taeniata Benoist
- Hypoestes tenuifolia Ridl.
- Hypoestes tenuis Merrill
- Hypoestes tetraptera Benoist
- Hypoestes teucrioides Nees
- Hypoestes teysmanniana Miq.
- Hypoestes thomsoniana Nees
- Hypoestes thothathrii M.K. Vasudeva Rao & T. Chakrabarty
- Hypoestes transversa Benoist
- Hypoestes trichochlamys Baker
- Hypoestes triflora (Forssk.) Roem. & Schult.
- Hypoestes tubiflora Benoist
- Hypoestes unilateralis Baker
- Hypoestes urophora Benoist
- Hypoestes vagabunda Benoist
- Hypoestes vidalii C. B. Cl.
- Hypoestes viguieri Benoist
- Hypoestes warpurioides Benoist

Selon GRIN (7 janvier 2018) :
- Hypoestes maculosa Nees
- Hypoestes phyllostachya Baker

Selon ITIS (7 janvier 2018) :
- Hypoestes phyllostachya Baker

Selon NCBI (7 janvier 2018) :
- Hypoestes aristata
- Hypoestes floribunda
- Hypoestes forskaolii
- Hypoestes phyllostachya
- Hypoestes taeniata
- Hypoestes triflora

Selon The Plant List (7 janvier 2018) :
- Hypoestes acuminata Baker
- Hypoestes angusta Benoist
- Hypoestes angustilabiata Benoist
- Hypoestes anisophylla Nees
- Hypoestes arachnopus Benoist
- Hypoestes aristata (Vahl) Roem. & Schult.
- Hypoestes axillaris Benoist
- Hypoestes bakeri Vatke
- Hypoestes betsiliensis S. Moore
- Hypoestes bojeriana Nees
- Hypoestes bosseri Benoist
- Hypoestes brachiata Baker
- Hypoestes calycina Benoist
- Hypoestes cancellata Nees
- Hypoestes capitata Benoist
- Hypoestes catatii Benoist
- Hypoestes caudata Benoist
- Hypoestes cernua Nees
- Hypoestes chloroclada Baker
- Hypoestes chlorotricha (Bojer ex Nees) Benoist
- Hypoestes cinerascens Benoist
- Hypoestes cochlearia Benoist
- Hypoestes comorensis Baker
- Hypoestes comosa Benoist
- Hypoestes complanata Benoist
- Hypoestes congestiflora Baker
- Hypoestes consanguinea Lindau
- Hypoestes corymbosa Baker
- Hypoestes cruenta Benoist
- Hypoestes cumingiana (Nees) Benth. & Hook. f.
- Hypoestes decaryana Benoist
- Hypoestes diclipteroides Nees
- Hypoestes egena Benoist
- Hypoestes elegans Nees
- Hypoestes elliotii S. Moore
- Hypoestes erythrostachya Benoist
- Hypoestes fascicularis Nees
- Hypoestes flavescens Benoist
- Hypoestes flavovirens Benoist
- Hypoestes flexibilis Nees
- Hypoestes forsskaolii (Vahl) R.Br.
- Hypoestes glandulifera Scott-Elliot
- Hypoestes glandulosa (S. Moore) Benoist
- Hypoestes gracilis Nees
- Hypoestes hastata Benoist
- Hypoestes hirsuta Nees
- Hypoestes humbertii Benoist
- Hypoestes humifusa Benoist
- Hypoestes incompta Scott-Elliot
- Hypoestes inconspicua Balf.f.
- Hypoestes isalensis Benoist
- Hypoestes jasminoides Baker
- Hypoestes juanensis Benoist
- Hypoestes laeta Benoist
- Hypoestes lasioclada Nees
- Hypoestes lasiostegia Nees
- Hypoestes leptostegia S. Moore
- Hypoestes longilabiata Scott-Elliot
- Hypoestes longispica Benoist
- Hypoestes longituba Benoist
- Hypoestes loniceroides Baker
- Hypoestes macilenta Benoist
- Hypoestes maculosa Nees
- Hypoestes mangokiensis Benoist
- Hypoestes mollissima (Vahl) Nees
- Hypoestes multispicata Benoist
- Hypoestes nummularifolia Baker
- Hypoestes obtusifolia Baker
- Hypoestes oppositiflora Benoist
- Hypoestes oxystegia Nees
- Hypoestes parvula Benoist
- Hypoestes perrieri Benoist
- Hypoestes phyllostachya Baker
- Hypoestes poissonii Benoist
- Hypoestes potamophila Heine
- Hypoestes pulchra Nees
- Hypoestes purpurea (L.) R. Br.
- Hypoestes richardii Nees
- Hypoestes rodriguesiana Balf.f.
- Hypoestes saboureaui Benoist
- Hypoestes sanguinolenta (Van Houtte) Hook. f.
- Hypoestes saxicola Nees
- Hypoestes scoparia Benoist
- Hypoestes secundiflora Baker
- Hypoestes serpens R.Br.
- Hypoestes sessilifolia Baker
- Hypoestes setigera Benoist
- Hypoestes spicata Nees
- Hypoestes stachyoides Baker
- Hypoestes stenoptera Benoist
- Hypoestes taeniata Benoist
- Hypoestes tetraptera Benoist
- Hypoestes teucrioides Nees
- Hypoestes thomsoniana Nees
- Hypoestes transversa Benoist
- Hypoestes trichochlamys Baker
- Hypoestes triflora (Forssk.) Roem. & Schult.
- Hypoestes tubiflora Benoist
- Hypoestes unilateralis Baker
- Hypoestes urophora Benoist
- Hypoestes vagabunda Benoist
- Hypoestes verticillaris (L.f.) Sol. ex Roem. & Schult.
- Hypoestes viguieri Benoist
- Hypoestes warpurioides Benoist

Selon Tropicos (7 janvier 2018) (Attention liste brute contenant possiblement des synonymes) :
- Hypoestes acuminata Baker
- Hypoestes addisoniense Elmer
- Hypoestes adoensis Hochst.
- Hypoestes adscendens Nees
- Hypoestes alsine Nees
- Hypoestes andamanensis Thoth.
- Hypoestes angusta Benoist
- Hypoestes angustilabiata Benoist
- Hypoestes anisophylla Nees
- Hypoestes annua Hochst. & Steud. ex Steud.
- Hypoestes antennifera S. Moore
- Hypoestes apoensis Elmer
- Hypoestes arachnopus Benoist
- Hypoestes aristata (Vahl) Sol. ex Roem. & Schult.
- Hypoestes axillaris Benoist
- Hypoestes bakeri Vatke
- Hypoestes barteri T. Anderson
- Hypoestes betsiliensis S. Moore
- Hypoestes bodinieri H. Lév.
- Hypoestes bojeriana Nees
- Hypoestes bosseri Benoist
- Hypoestes brachiata Baker
- Hypoestes calaminthoides Baker
- Hypoestes caloi Chiov.
- Hypoestes calycina Benoist
- Hypoestes cancellata Nees
- Hypoestes capitata Benoist
- Hypoestes catatii Benoist
- Hypoestes caudata Benoist
- Hypoestes cernua Nees
- Hypoestes chloroclada Baker
- Hypoestes chlorotricha (Bojer ex Nees) Benoist
- Hypoestes cinerascens Benoist
- Hypoestes cochlearia Benoist
- Hypoestes comorensis Baker
- Hypoestes comosa Benoist
- Hypoestes complanata Benoist
- Hypoestes congestiflora Baker
- Hypoestes consanguinea Lindau
- Hypoestes corymbosa Baker
- Hypoestes cruenta Benoist
- Hypoestes cumingiana (Nees) Benth. & Hook. f.
- Hypoestes decaryana Benoist
- Hypoestes diclipteroides Nees
- Hypoestes egena Benoist
- Hypoestes elegans Nees
- Hypoestes elliotii S. Moore
- Hypoestes erythrostachya Benoist
- Hypoestes fascicularis Nees
- Hypoestes fastuosa R. Br.
- Hypoestes flavescens Benoist
- Hypoestes flavovirens Benoist
- Hypoestes flexibilis Nees
- Hypoestes floribunda R. Br.
- Hypoestes forskaolii (Vahl) R. Br.
- Hypoestes glandulifera Scott-Elliot
- Hypoestes glandulosa (S. Moore) Benoist
- Hypoestes gracilis Nees
- Hypoestes hastata Benoist
- Hypoestes hildebrandtii Lindau
- Hypoestes hirsuta Nees
- Hypoestes humbertii Benoist
- Hypoestes humifusa Benoist
- Hypoestes incompta Scott-Elliot
- Hypoestes inconspicua Balf. f.
- Hypoestes insularis T. Anderson
- Hypoestes isalensis Benoist
- Hypoestes jasminoides Baker
- Hypoestes juanensis Benoist
- Hypoestes laeta Benoist
- Hypoestes lasioclada Nees
- Hypoestes lasiostegia Nees
- Hypoestes latifolia Hochst. ex Nees
- Hypoestes laxiflora Nees
- Hypoestes leptostegia S. Moore
- Hypoestes linearis Elmer
- Hypoestes longilabiata Scott-Elliot
- Hypoestes longispica Benoist
- Hypoestes longituba Benoist
- Hypoestes loniceroides Baker
- Hypoestes macilenta Benoist
- Hypoestes maculosa Nees
- Hypoestes mangokiensis Benoist
- Hypoestes microphylla Baker
- Hypoestes mollis T. Anderson
- Hypoestes mollissima (Vahl) Nees
- Hypoestes multispicata Benoist
- Hypoestes nummularifolia Baker
- Hypoestes obtusifolia Baker
- Hypoestes oppositiflora Benoist
- Hypoestes oxystegia Nees
- Hypoestes parvula Benoist
- Hypoestes perrieri Benoist
- Hypoestes phaylopsoides S. Moore
- Hypoestes phyllostachya Baker
- Hypoestes poissonii Benoist
- Hypoestes potamophila Heine
- Hypoestes preussii Lindau
- Hypoestes pulchra Nees
- Hypoestes pulgarense Elmer
- Hypoestes purpurea (L.) R. Br.
- Hypoestes richardii Nees
- Hypoestes rodriguesiana Balf. f.
- Hypoestes rosea P. Beauv.
- Hypoestes saboureaui Benoist
- Hypoestes sanguinolenta (Van Houtte) Hook. f.
- Hypoestes saxicola Nees
- Hypoestes scoparia Benoist
- Hypoestes secundiflora Baker
- Hypoestes serpens (Vahl) R. Br.
- Hypoestes sessilifolia Baker
- Hypoestes setigera Benoist
- Hypoestes sibulanensis Elmer
- Hypoestes sinica Miq.
- Hypoestes spicata Nees
- Hypoestes stachyoides Baker
- Hypoestes staudtii Lindau
- Hypoestes stenoptera Benoist
- Hypoestes strigata Benoist
- Hypoestes strobilifera S. Moore
- Hypoestes taeniata Benoist
- Hypoestes talbotii S. Moore
- Hypoestes tetraptera Benoist
- Hypoestes teucrioides Nees
- Hypoestes thomsoniana Nees
- Hypoestes thothathrii Vasudeva Rao & Chakrab.
- Hypoestes transversa Benoist
- Hypoestes trichochlamys Baker
- Hypoestes triflora (Forssk.) Roem. & Schult.
- Hypoestes triticea Lindau
- Hypoestes tubiflora Benoist
- Hypoestes unilateralis Baker
- Hypoestes urophora Benoist
- Hypoestes vagabunda Benoist
- Hypoestes viguieri Benoist
- Hypoestes violaceotincta Lindau
- Hypoestes warpurioides Benoist